# Songnam
Songnam je město v Jižní Koreji v provincii Kjonggi. Je to druhé největší město v Kjonggi a desáté největší město v zemi. Populace dosahuje téměř jednoho milionu a je to satelitní město Soulu. Nachází se na jih od Soulu.
Historie Songnamu je poměrně krátká, nechal ho vybudovat prezident Pak Čong-hui v 70. letech 20. století jako průmyslové město. Dnes je Songnam plně integrován do soulské metropolitní oblasti.

## Rodáci
- Dahjŏn (*1998), zpěvačka

## Partnerská města
- Aurora, USA (27. července 1992)
- Namangan, Uzbekistán (30. listopadu 2009)
- Piracicaba, Brazílie (28. května 1986)
- Šen-jang, Čínská lidová republika (31. srpna 1998)